# Harry’s klingendes Museum
Harry’s klingendes Museum ist ein Museum für mechanische Musikinstrumente in der niedersächsischen Gemeinde Schwarmstedt.

## Beschreibung
Das privat betriebene Museum, das etwa 90 vorführbereite Exponate aus dem 18., 19. und 20. Jahrhundert präsentiert, ist in drei Räumen eines Privathauses untergebracht. Bei den Exponaten handelt es sich um Drehorgeln, Orchestrien, Walzen- und Platten-Spieldosen, Puppenautomaten sowie Reproduktionsklaviere.
Leiter des Museums ist Harry Natuschka, der seit etwa 1980 mechanische Musikinstrumente sammelt und restauriert. Eine Besichtigung ist nur mit einer Führung nach vorheriger Anmeldung möglich. Der Eintritt ist frei.
Im Jahr 2005 hat Harry Natuschka den Kunst- und Kulturpreis der SPD Schwarmstedt für sein Klingendes Museum erhalten. Er ist Mitglied im Museumsverband Niedersachsen und Bremen e.V. und der Gesellschaft für selbstspielende Musikinstrumente e.V. Das Museum gehört zur Deutschen Orgelstraße im Verbund der Europäischen Orgelstraßen EPOS. Das Museum ist seit 2017 im Bundesweiten Verzeichnis und in der Repräsentativen Liste des Immateriellen UNESCO-Kulturerbes der Menschheit eingetragen.